# MFK KPRF
L'MFK KPRF (en rus: МФК КПРФ)', és un club de futbol sala professional de Moscou que juga a la Superlliga Russa. L'equip va ser fundat el 2003 en el si del Partit Comunista de la Federació Russa (KPRF), formació creada el 1993 recollint l'herència del Partit Comunista de la Unió Soviètica, i disputa els seus partits com a local al pavelló SK Yunost de la localitat de Klimovsk, a l'óblast de Moscou. Els colors del club són el roig i el segon uniforme és blanc.

## Història
L'equip de futbol sala del Partit Comunista de la Federació Russa va ser fundat el 2003 quan, abans de les eleccions a la Duma Estatal, el Partit de la Vida de Rússia va organitzar un torneig dels diferents partits polítics russos en el qual van competir les joventuts comunistes del KRPF, els joves populistes de Rússia Unida, els de la Unió de Forces de Dreta, els socioliberals de Iàbloko i l'ultranacionalista Partit Liberal Democràtic de Rússia de Vladímir Jirinovsky, alçant-se amb la victòria els joves comunistes. El triomf del KPFR sobre la pista va assegurar la continuïtat d'un equip ideat per jugar només aquell torneig amistós. Va ser aleshores quan des dels òrgans de direcció del Partit Comunista es va encarregar al primer vicepresident del Comitè Central, Ivan Melnikov, bastir un projecte esportiu amb garanties.
En la temporada 2008-09, el MKF KPRF va aconseguir guanyar el Campionat Regional de Moscou. En la campanya 2010-11, els comunistes van guanyar el campionat de la Lliga Major, per la qual cosa es van assegurar el seu ascens a la Superlliga en la temporada següent, 2011-12, on romanen fins avui.